# تانكراد دوماس

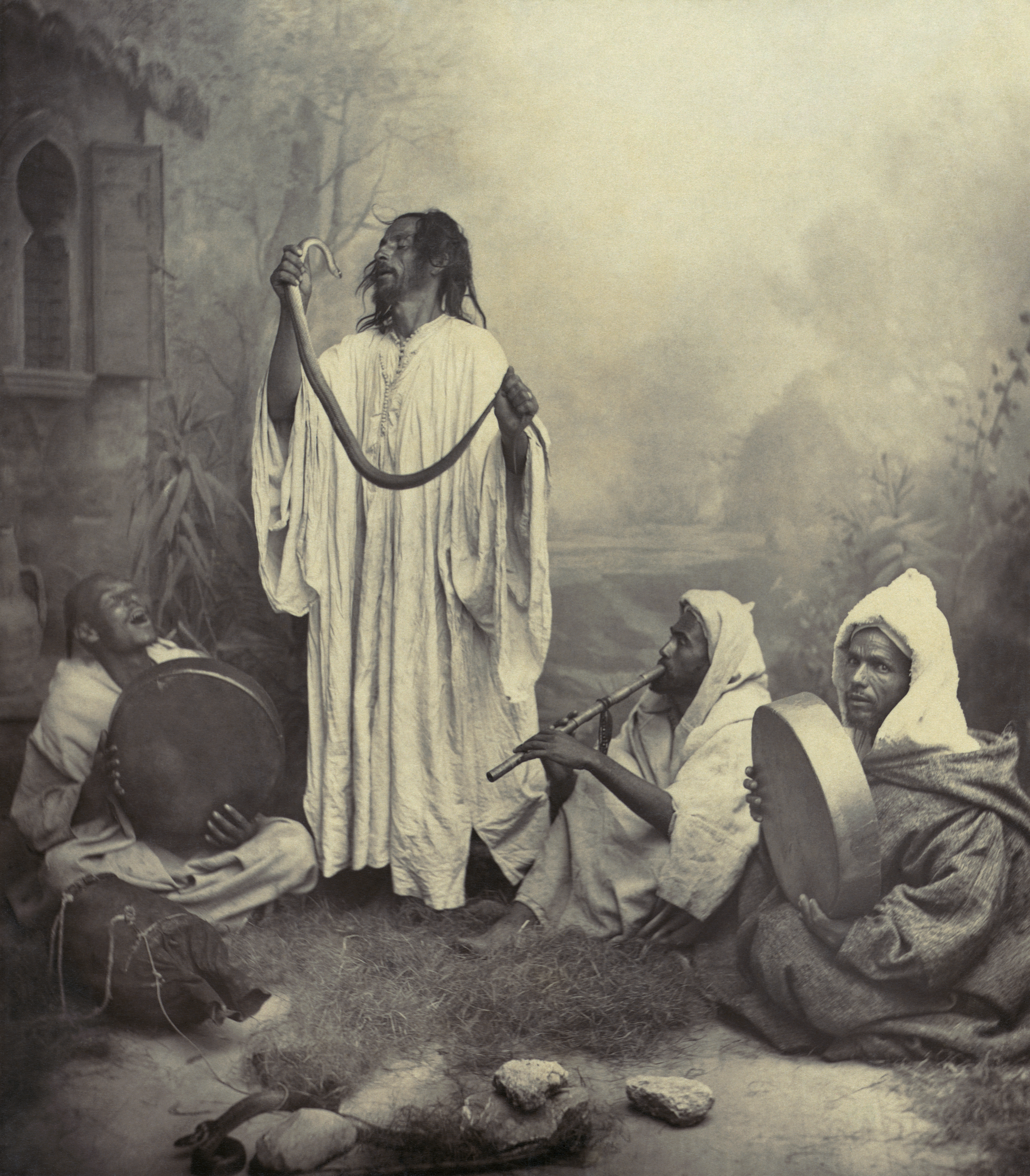
صورة التقطها تانكراد بطنجة بالمغرب

تانكراد دوماس مصور فتوغرافي محترف ومن أوائل من عمل بنظام الطباعة المستوية (بالفرنسية: Tancrede R. Dumas)‏. ولد تنكاراد دوماس Tancrède Dumas في مدينة فلورنسا التوسكانية الإيطالية سنة 1830 م، وهو من أصول فرنسية، أخذا مهنة الطباعة عملا احترافيا خلال حياته العملية، تدرب على نظام الطباعة المستوية الزلالية في العاصمة الفرنسية باريس على يد مطورها لويس فيرنو، انتقل إلى القسطنطينية سنة 1860م ثم إلى الشرق وجعل من مدينة بيروت مقرا له حيث أنشاء استديو فوتوغرافي في ميناء حصن المدينة بمنطقة القناصلة سنة 1866م، أصبح سنة 1875م المصورالرسمي للبلاط الامبراطوري البروسي في الشرق، التي تحولت لجمهورية النمسا الفدرالية لاحقا، له العديد من الصور النادرة عن أقاليم الشرق لاسيما بيروت وجبل لبنان، اعتمدت الحكومة الإيطالية رسميا أرشيفه كمرجع توثيقي لمجتمعات الشرق الأوسط وشمال أفريقيا، وافته المنية في مسقط رأسه سنة 1905م.